# Bernard Fellay
Jeho Excelence Bernard Fellay, FSSPX (* 12. dubna 1958, Sierre, Švýcarsko) je biskup (od 1988) a třetí generální představený tradicionalistického Kněžského bratrstva sv. Pia X. (1994–2018).

## Svěcení a exkomunikace
Na biskupa jej vysvětil zakladatel tohoto hnutí, mons. Marcel Lefebvre v Econe 30. června 1988. Spolusvětitel byl biskup Antônio de Castro Mayer, STL. Vysvěceni byli ještě další tři biskupové, Bernard Tissier de Mallerais, Richard Williamson a Alfonso de Galarreta. Protože bylo biskupské svěcení uděleno bez souhlasu a přes varování Svatého stolce, Kongregace pro biskupy prohlásila, že světitel i svěcení se svým činem dopustili schismatu a upadli do „exkomunikace latae sententiae“. Toto potvrdil ve svém motu proprio Ecclesia Dei i papež Jan Pavel II.

## Generálním představeným
Generálním představeným FSSPX byl zvolen generální kapitulou v roce 1994. V červnu 2006 byl zvolen na druhé dvanáctileté období, tedy do roku 2018. Ve svém druhém období vyvinul velké úsilí o usmíření FSSPX se Svatým stolcem a kanonickou regularizaci FSSPX.
V lednu 2009 papež Benedikt XVI. vyhověl Fellayově žádosti a sňal exkomunikaci z něj i dalších postižených biskupů. To ovšem nezměnilo rozdílné pozice Svatého stolce a FSSPX, zvláště co se týče ekumenismu a pokoncilní mše, Fellay sám pak navíc čelil uvnitř FSSPX a tradičního katolicismu kritice, že touto žádostí fakticky uznal platnost těchto exkomunikací.
Aby Fellay potlačil rostoucí kritiku a odpor, vyloučil největší odpůrce sbližování shromážděné okolo biskupa Williamsona a později provedl ještě čistky v generální kapitule, když degradoval vícero představených, kteří na kapitule hlasovali proti vyloučení Williamsona a dalším Fellayovým návrhům či kteří sbližování hlasitě kritizovali.
Fellay byl i přesto stále více kritizován pro přílišnou náklonnost Svatému Stolci, zvláště v souvislosti s mnohými audiencemi u papeže Františka, který svými četnými kontroverzními výroky a rozhodnutími Fellayovi velice ztěžoval vyjednávací pozici. O to více odpůrci sbližování mohli poukazovat na zásady vytyčené arcibiskupem Lefebvrem, zejména pak na jeho prohlášení, že s Římem se nelze usmířit, pokud se nevrátí ke katolické víře.[zdroj⁠?!]
V roce 2018 už Fellay úřad generálního představeného neobhájil a do čela FSSPX byli zvoleni lidé s podstatně rezervovanějším přístupem k celému procesu sbližování se Svatým stolcem. Nicméně biskup Fellay z vedení FSSPX zcela neodešel, když byl spolu s Franzem Schmidbergerem zvolen generálním poradcem.
| 3. generální představený FSSPX | 3. generální představený FSSPX | 3. generální představený FSSPX |
| ------------------------------ | ------------------------------ | ------------------------------ |
| Předchůdce: Franz Schmidberger | 1994–2018 Bernard Fellay       | Nástupce: Davide Pagliarani    |